# Dryocalamus gracilis
Espèce
Synonymes
- Odontomus gracilis Günther, 1864
- Odontomus fergusonii Haly, 1888

Statut de conservation UICN

 DD  : Données insuffisantes
Dryocalamus gracilis est une espèce de serpents de la famille des Colubridae.

## Répartition
Cette espèce se rencontre :
- en Birmanie ;
- dans le sud de l'Inde, dans les États d'Andhra Pradesh, de Karnataka et d'Orissa ;
- au Sri Lanka.

## Description
Dans sa description Günther indique que le spécimen en sa possession mesure 53 cm dont 10 cm pour la queue. Son dos est blanc et présente 38 rayures transversales brun foncé, deux à trois fois plus larges que l'espace les séparant. La première se situe au niveau de la tête et la suivante au niveau de la nuque. Sa face ventrale est uniformément blanche.

## Étymologie
Son nom d'espèce, du latin gracilis, « fin », lui a été donné en référence à sa morphologie.

## Publication originale
- Günther, 1864 : The reptiles of British India, London, Taylor & Francis, p. 1-452 (texte intégral).